# 沙拉-努爾湖
50°13′39.03″N 94°34′12.92″E / 50.2275083°N 94.5702556°E

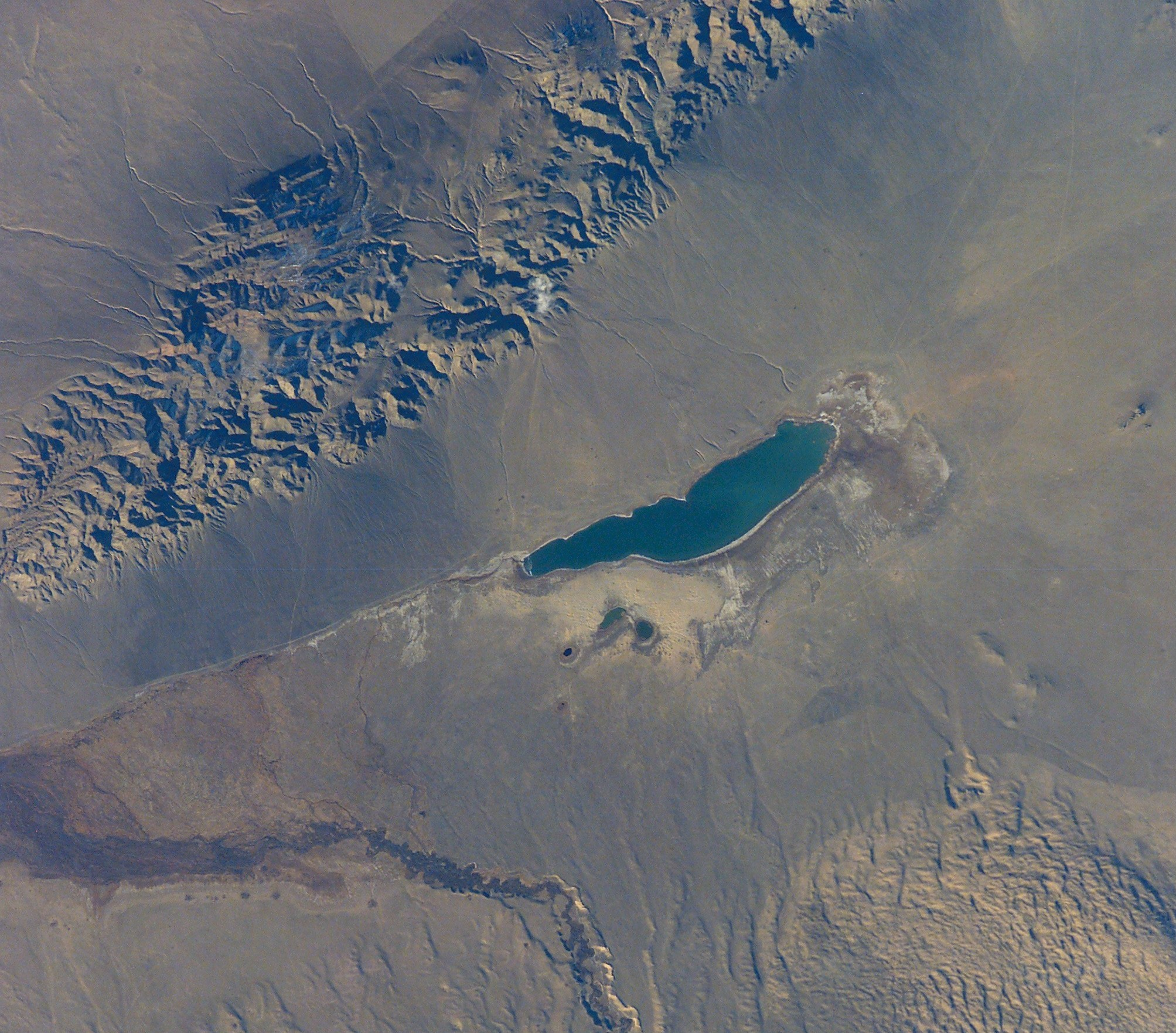

沙拉-努爾湖（俄语：Шара-Нур），是俄羅斯的湖泊，位於該國南部圖瓦共和國，處於大湖盆地東北部，長5公里、寬1.3公里，面積5平方公里，海拔高度895.5米，最大水深2.5米。